# Milence
Milence (německy Millik) jsou vesnice, část městyse Dešenice v okrese Klatovy v Plzeňském kraji. Nachází se asi 1,5 kilometru jihozápadně od Dešenic. Je zde evidováno 74 adres. V roce 2011 zde trvale žilo 148 obyvatel.
Milence jsou také název katastrálního území o rozloze 3,44 km².

## Historie
První písemná zmínka o vesnici pochází z roku 1379.

## Obyvatelstvo
| Rok            | 1869 | 1880 | 1890 | 1900 | 1910 | 1921 | 1930 | 1950 | 1961 | 1970 | 1980 | 1991 | 2001 | 2011 | 2021 |
| -------------- | ---- | ---- | ---- | ---- | ---- | ---- | ---- | ---- | ---- | ---- | ---- | ---- | ---- | ---- | ---- |
| Počet obyvatel | 315  | 340  | 332  | 406  | 444  | 409  | 411  | 198  | 191  | 198  | 185  | 136  | 145  | 148  | 183  |
| Počet domů     | 37   | 35   | 44   | 45   | 47   | 50   | 52   | 53   | 45   | 48   | 45   | 52   | 58   | 64   | 72   |

## Obecní správa
Při sčítání lidu v letech 1850–1909 Milence byly osadou městyse Hodousice v okrese Klatovy. V letech 1910–1975 byly samostatnou obcí v okrese Klatovy. Od 1. července 1975 jsou částí městyse Dešenice v okrese Klatovy.

## Galerie

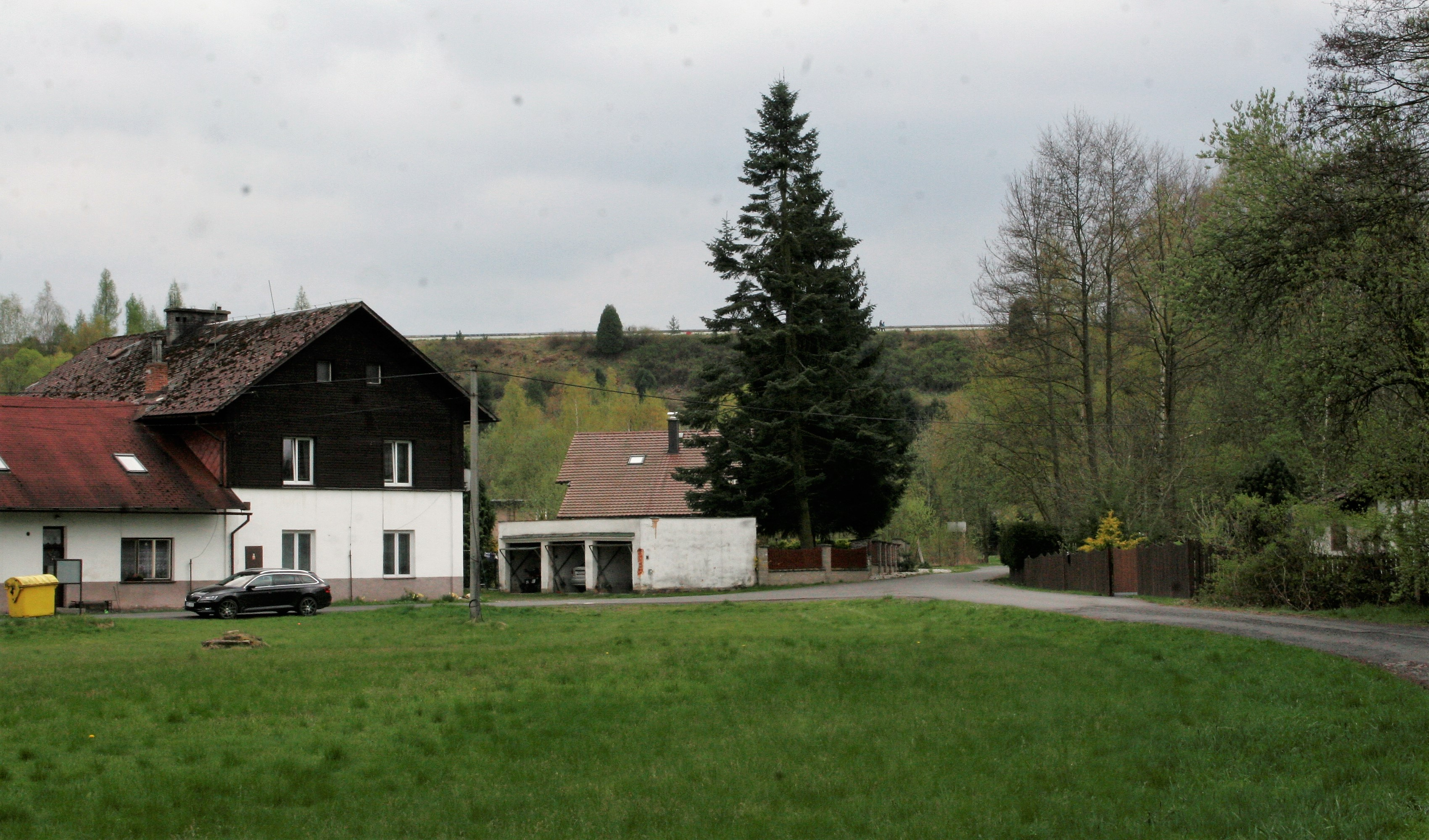
Domy v obci
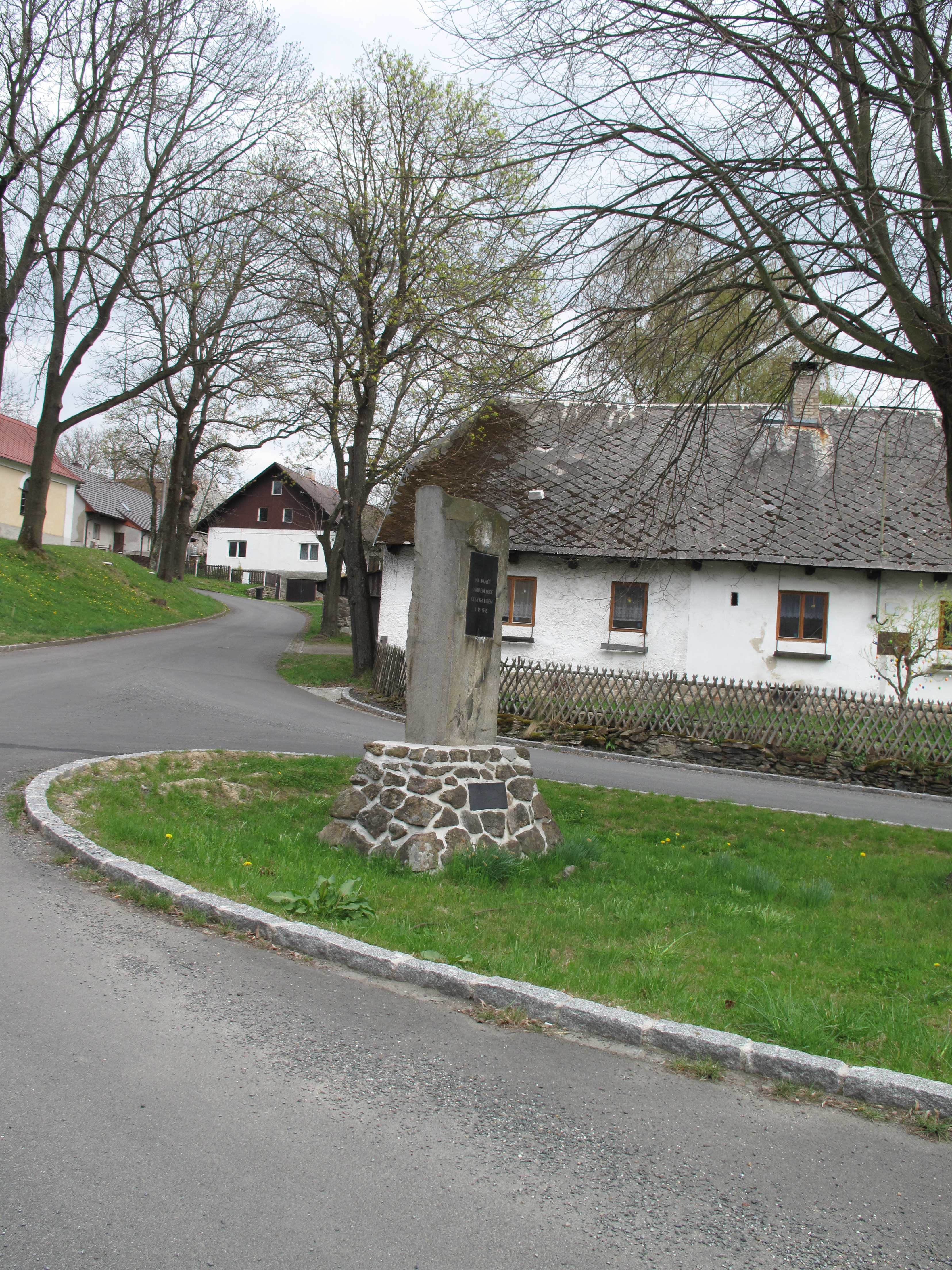
Pomník
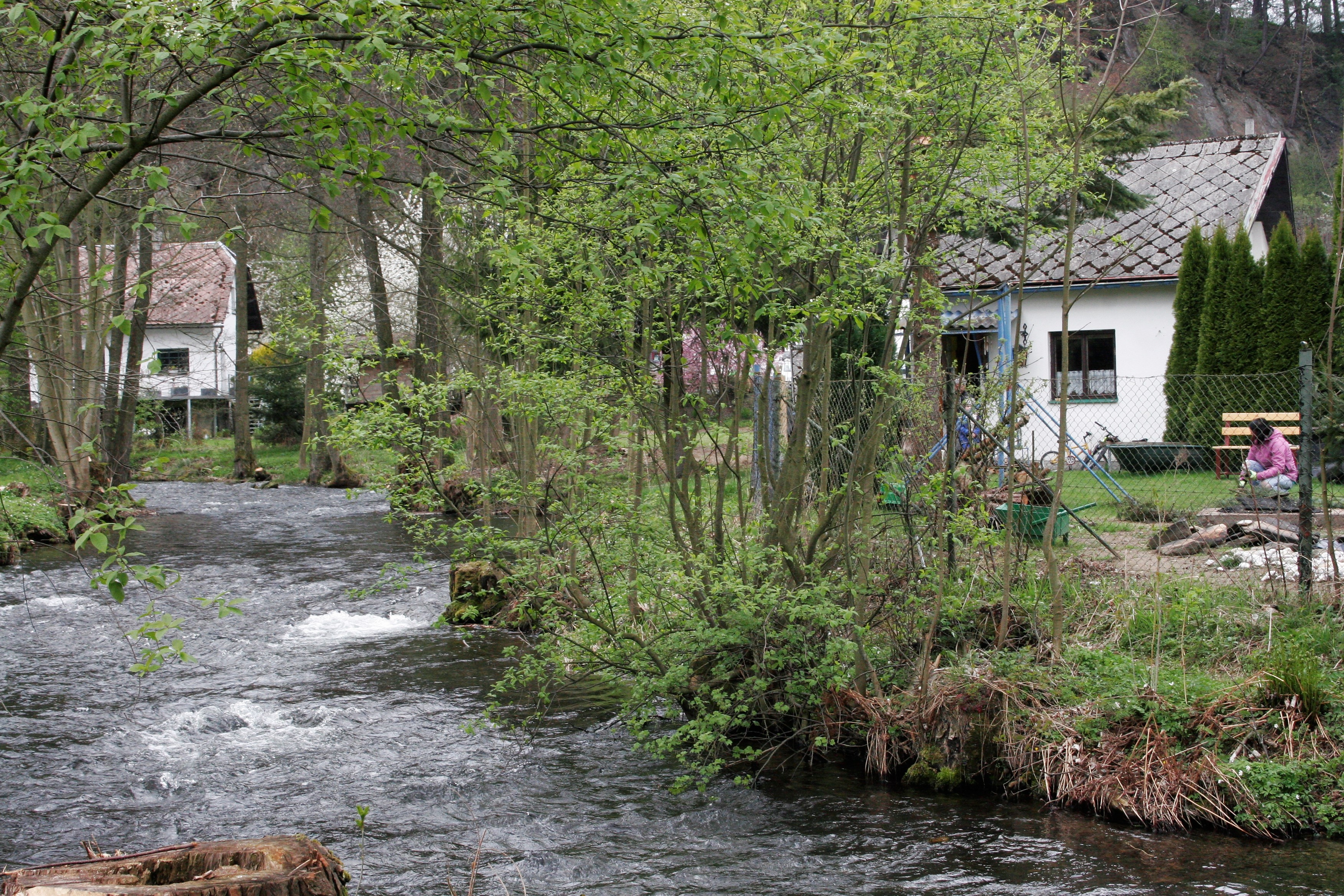
Říčka